# (33149) 1998 DE10
1998 DE10 (asteroide 33149) é um asteroide da cintura principal. Possui uma excentricidade de 0.03902570 e uma inclinação de 3.10219º.
Este asteroide foi descoberto no dia 22 de fevereiro de 1998 por NEAT em Haleakala.